# Maria Rita

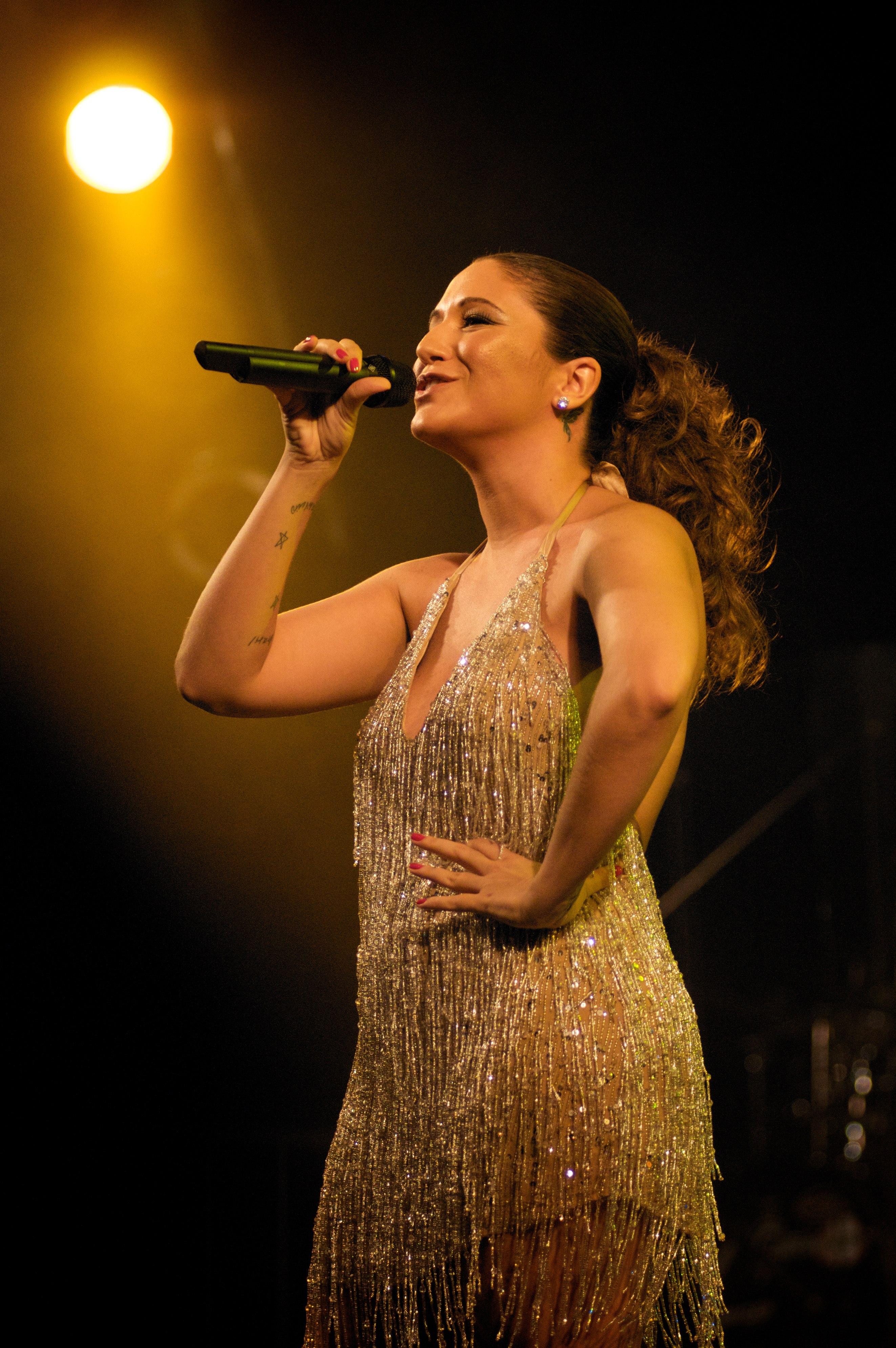
Maria Rita

Maria Rita, właśc. Maria Rita Mariano (ur. 9 września 1977 w São Paulo w Brazylii) – brazylijska piosenkarka.
Jest córką znanego pianisty Césara Camargo Mariano i zmarłej piosenkarki Elis Reginy, a także siostrą Pedro Mariano. Maria Rita jest absolwentką New York University i pracowała jako dziennikarka w magazynie młodzieżowym.
W wieku 24 lat Maria Rita rozpoczęła profesjonalną karierę piosenkarską, chociaż już od 14 roku życia marzyła o śpiewaniu. Jej debiutancki album Maria Rita jest symboliczny z tego względu, że pierwszy utwór A Festa (Party) został napisany przez Miltona Nascimento, brazylijskiego piosenkarza, którego karierę rozpoczęła matka Rity Elis Regina wykonując jego piosenkę "Canção do Sal". Album okazał się wielkim światowym sukcesem, zdobyłwając wyróżnienie platynowej płyty, co zrobiło z Marii Rity światową gwiazdę. Na jej karierę miała niewątpliwie sława i popularność, która otaczała jej matkę, uważaną za jedną z największych brazylijskich piosenkarek. Chociaż odziedziczyła talent po matce, wytworzyła własny jazzowy styl wzorując się m.in. na Elli Fitzgerald. W 2004 roku wygrała Latin Grammy Award w kategorii Best New Artist, a jej album Maria Rita zdobył nagrodę Best MPB (Musica Popular Brasileira) Album.

## Dyskografia
- 2003: Maria Rita (Warner Latina, w Brazylii sprzedano 500 tys. egzemplarzy)
- 2005: Segundo (Warner Latina, w Brazylii sprzedano 700 tys. egzemplarzy
- 2007: Samba Meu (Wea International)

Pojawiła się na albumie Miltona Nascimento Pieta śpiewając piosenkę "Tristesse", która zdobył Nagrodę Latin Grammy w 2003 r. Na płycie Jorge Drexlera 12 Segundos de Oscuridad, gdzie zaśpiewała w duecie Soledad.